# Carina M. Johansson
Bör inte förväxlas med skådespelaren Carina Johansson, född 1959 i Eskilstuna.
Carina Margareta Johansson, född 21 mars 1960 i Göteborg, är en svensk skådespelare.
Carina M. Johansson har belönats med Guldbaggen för bästa kvinnliga biroll för rollen som Lena i Leva livet. Hon ingår i den fasta ensemblen vid Göteborgs stadsteater. Hon är halvsyster till regissören Ronnie Hallgren.

## Filmografi (i urval)
- 1990 – Främmande makt (TV-serie)
- 1999 – Eva & Adam (TV-serie)
- 2001 – Eva & Adam – fyra födelsedagar och ett fiasko
- 2001 – Leva livet
- 2002 – Cleo (TV-serie)
- 2003 – Capricciosa
- 2003 – En ö i havet (TV-serie)
- 2003 – Solisterna (TV-serie)
- 2004 – Orka! Orka!
- 2004 – Populärmusik från Vittula
- 2006 – Den som viskar (TV-serie)
- 2006 – En fråga om liv och död (TV-serie)
- 2006 – Poliser (TV-serie)
- 2006 – Hem till byn (TV-serie)
- 2007 – Upp till kamp (TV-serie)
- 2009 – Någon annanstans
- 2009 – Stormen (TV-serie)
- 2011 – Gynekologen i Askim (TV-serie)
- 2013 – Vatten
- 2016 – Springfloden (TV-serie)
- 2017 – Saknad (TV-serie)
- 2019 – Sune – Best Man
- 2024 – Nova & Alice
- 2022 - Tisdagsklubben

## Teater

### Roller
| År   | Roll                           | Produktion                                                                        | Regi                    | Teater                |
| ---- | ------------------------------ | --------------------------------------------------------------------------------- | ----------------------- | --------------------- |
| 1991 |                                | Den perfekta kyssen Staffan Göthe                                                 | Åsa Melldahl            | Angereds teater       |
| 2000 |                                | First Class Lars Arrhed                                                           | Lars Arrhed             | Angereds teater       |
| 2002 |                                | Nefertitis barn Jonna Nordenskiöld                                                | Malin Stenberg          | Backa teater          |
| 2003 |                                | Cabaret John Kander, Fred Ebb och Joe Masteroff                                   | Alexander Öberg         | Backa teater          |
| 2007 | Eva                            | Lilla livet Sofia Fredén                                                          | Alexander Öberg         | Göteborgs stadsteater |
| 2007 |                                | Romeo och Julia (The Tragedy of Romeo and Juliet) William Shakespeare             | Maria Löfgren           | Göteborgs stadsteater |
| 2008 |                                | Rysk roulette (Dying for it) Moira Buffini                                        | Anette Norberg          | Göteborgs stadsteater |
| 2008 |                                | Korpen (The Raven) Edgar Allan Poe                                                | Sven-Åke Gustavsson     | Göteborgs stadsteater |
| 2008 |                                | Park Avenue Lucas Svensson                                                        | Tobias Theorell         | Göteborgs stadsteater |
| 2010 |                                | Familjen (August: Osage County) Tracy Letts                                       | Peter Dalle             | Göteborgs stadsteater |
| 2011 |                                | Profeten i Västra Götaland Sofia Fredén                                           | Anna Takanen            | Göteborgs stadsteater |
| 2014 |                                | Kikkiland Dennis Magnusson                                                        | Dennis Sandin           | Göteborgs stadsteater |
| 2014 |                                | Tartuffe (Tartuffe, ou l'Imposteur) Molière                                       | Tobias Theorell         | Göteborgs stadsteater |
| 2014 |                                | Flotten, Hemmet, Sandlådan 2014 Kent Andersson, Bengt Bratt och Mattias Andersson | Mattias Andersson       | Göteborgs stadsteater |
| 2015 | Fru Markurell                  | Markurells i Wadköping Hjalmar Bergman                                            | Dennis Sandin           | Göteborgs stadsteater |
| 2016 |                                | Alice i Underlandet (Alice's Adventures in Wonderland) Lewis Carroll              | Anna Pettersson         | Göteborgs stadsteater |
| 2017 |                                | Alexandras Odyssé Alexandra Pascalidou                                            | Anna Ulén               | Göteborgs stadsteater |
| 2017 | Zarah Leander                  | Karl Gerhard Irena Kraus                                                          | Eva Bergman             | Göteborgs stadsteater |
| 2018 |                                | De ensligas allé Carina M. Johansson                                              | Carina M. Johansson     | Göteborgs stadsteater |
| 2018 | Alma Ekdahl Henrietta Vergérus | Fanny och Alexander Ingmar Bergman                                                | Eva Bergman             | Göteborgs stadsteater |
| 2019 |                                | Shirins vargar Johanna Svalbacke                                                  | Marcus Carlsson         | Göteborgs stadsteater |
| 2019 |                                | Antigone (Ἀντιγόνη) Sofokles                                                      | Kristina Hagström-Ståhl | Göteborgs stadsteater |
| 2019 | Första damen Papagena          | Trollflöjten (Die Zauberflöte) Wolfgang Amadeus Mozart och Emanuel Schikaneder    | Melanie Mederlind       | Göteborgs stadsteater |
| 2021 | Nell                           | Slutspel (Fin de partie) Samuel Beckett                                           | Ronnie Hallgren         | Göteborgs stadsteater |
| 2021 |                                | Vi hade i alla fall tur med ramavtalet Gertrud Larsson                            | Jenny Nörbeck           | Göteborgs stadsteater |
| 2021 |                                | De ensligas allé Carina M. Johansson                                              | Carina M. Johansson     | Göteborgs stadsteater |
| 2025 |                                | En folkefiende Henrik Ibsen                                                       | Viktor Tjerneld         | Göteborgs stadsteater |

### Regi
| År   | Produktion       | Upphovsmän          | Teater                |
| ---- | ---------------- | ------------------- | --------------------- |
| 2018 | De ensligas allé | Carina M. Johansson | Göteborgs stadsteater |
| 2022 | Var är min man?  | Ylva Lööf           | Göteborgs stadsteater |